# Murray Mencher
T. Murray Mencher (* 5. Oktober 1898 in Boston; † 6. November 1991 in Miami) war ein US-amerikanischer Pianist, Liedtexter und Songwriter.

## Leben und Wirken
Mencher begann seine Karriere im Vaudeville und arbeitete später als Pianist und Komponist für verschiedene Musikverlage, mitunter auch unter dem Pseudonym Ted Murray. Ab den frühen 1930er-Jahren schrieb er Songs, die durch McKinney’s Cotton Pickers (I Want a Little Girl, 1930,  Billy Moll), Jimmie Lunceford, das Victor Arden-Phil Ohman Orchestra (Ro-ro-rollin' Along) und andere Bands bekannt wurden. Er verfasste zunächst Songs für Broadway-Shows wie Earl Carroll's Sketch Book (1935) und für Nachtclub-Revuen in New York und Miami, später arbeitete er für die Filmstudios in Hollywood. Bleibend in Erinnerung blieb in den Vereinigten Staaten vor allem Merrily We Roll Along, die Erkennungsmelodie von Merrie Melodies, die er mit Charles Tobias und Eddie Cantor geschrieben hatte. Zu den bekanntesten Songs, an denen er mitgewirkt hatte, gehören Alice in Wonderland, On the Bumpy Road to Love, Flowers for Madame, You're the Dream und Let’s Swing It aus den Zeichentrickfilmen von Warner Brothers und MGM der 1930er und 40er-Jahre.

## Weitere Songs
- The Doll Dance (Murray Mencher, Charles Newman, Charles Tobias)
- Don't Come Crying On My Shoulder (Manny Kurtz, Arthur Altman, Murray Mencher)
- Down Among the Sleepy Pines (Murray Mencher, Sidney Clare, Charles Tobias)
- Gringola (Murray Menche, Charles Newman, Charles Tobias)
- I Haven't Heard a Single Word from Baby (Eddie Cantor, Billy Moll, Murray Mencher)
- I See Good (Raymond Leveen/T. Murray Mencher)
- I Was Born to Be Loved (Sidney Clare, Murray Mencher)
- Moonlight and Violins (Charles Tobias, Charles Newman, Murray Mencher)
- Ro-Ro-Rollin' Along (Billy Moll, Harry Richman, Murray Mencher)
- Take Another Guess (Murray Mencher, Charles Newman, Al Sherman)
- The Thief of Bagdad (Charles Tobias, Ralph Freed, Murray Mencher)
- You Can't Pull the Wool over My Eyes (Milton Ager, Charles Newman, Murray Mencher)